# Edmonia Lewis

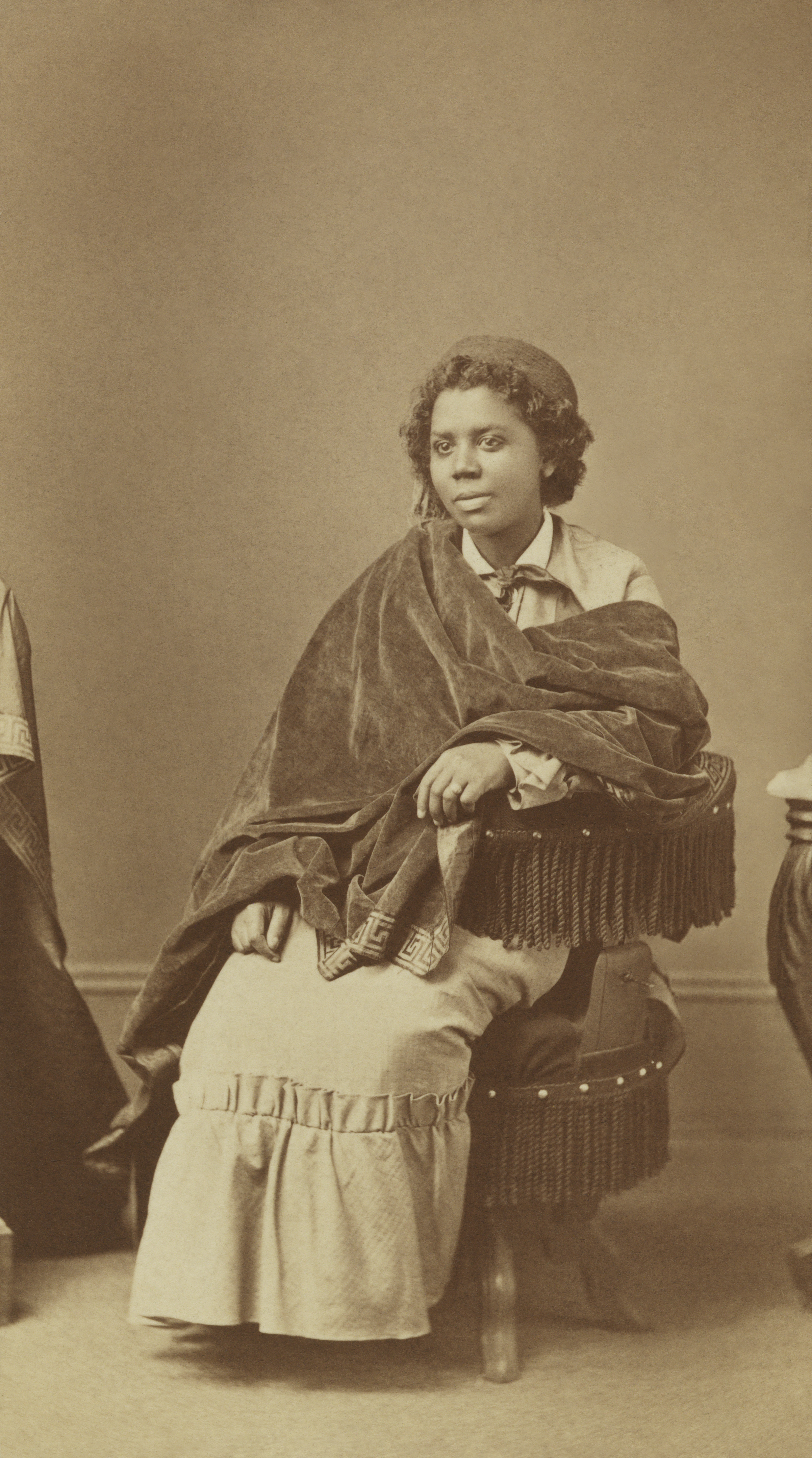
Edmonia Lewis um 1870

Mary Edmonia Lewis (* vermutlich 4. Juli 1844 in Greenbush, Rensselaer County, New York; † 17. September 1907 in Hammersmith, London, England) war eine US-amerikanische Bildhauerin. Sie war die erste afroamerikanische Bildhauerin, die in der internationalen Kunstwelt Ruhm und Anerkennung erreichte.

## Leben

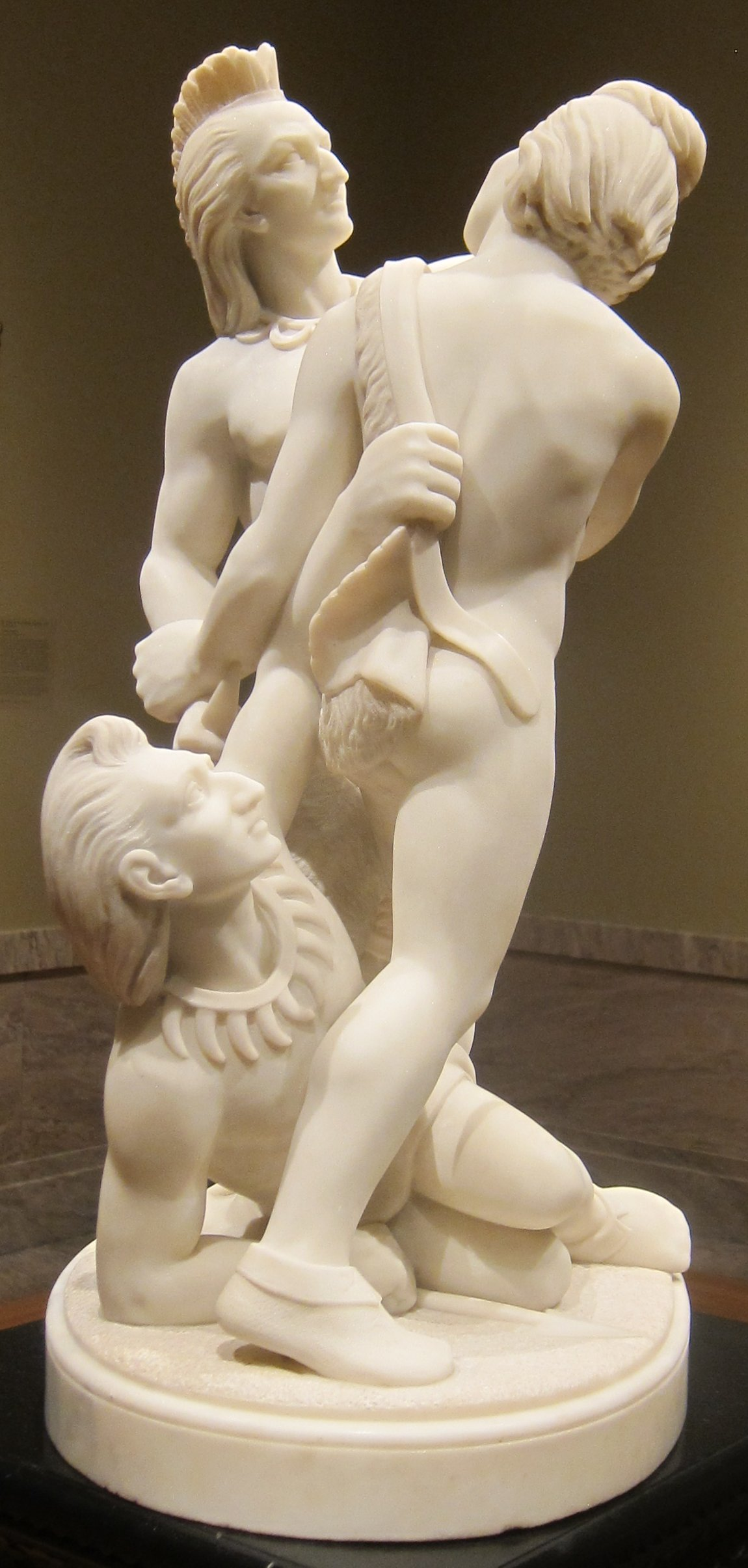
„Indian Combat“, 1868

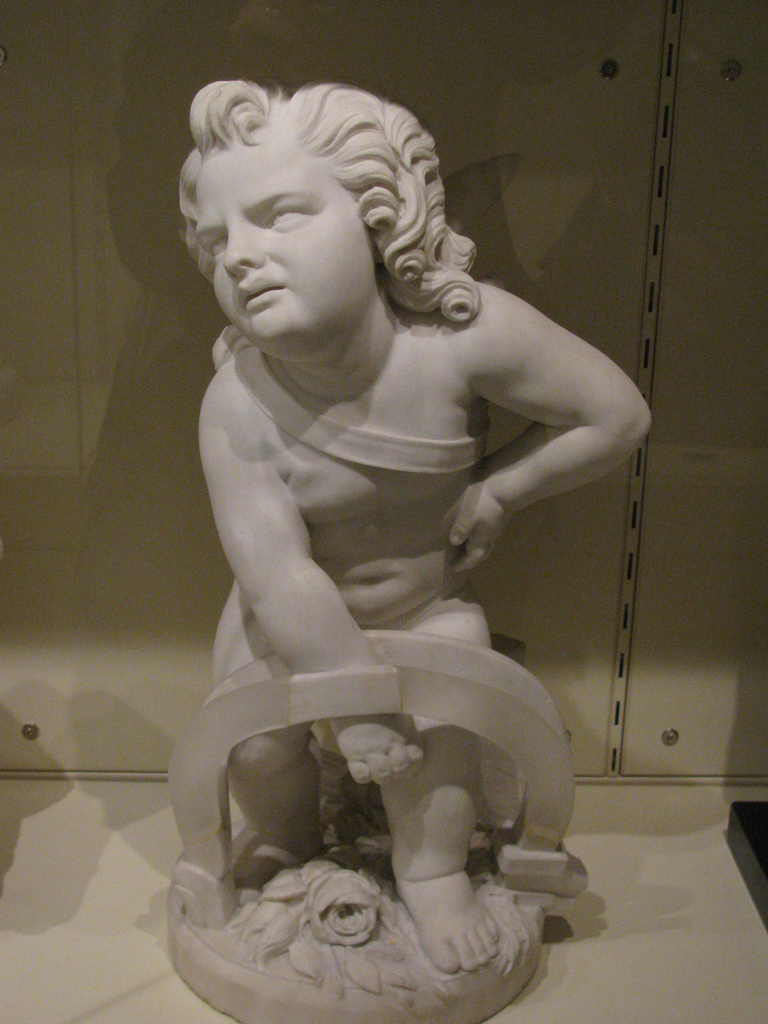
Cupid, Entwurf um 1872, Marmorausführung von 1876

Ihr Vater war afrikanischer Abstammung aus Haiti, ihre Mutter war halb indianischer (Mississauga-Ojibwe-Indianer) und halb afrikanischer Abstammung. Lewis’ Mutter war als hervorragende Weberin und Kunsthandwerkerin bekannt.
Um Lewis’ neuntes Lebensjahr herum starben beide Eltern innerhalb eines Jahres. Lewis und ihr älterer Bruder Samuel lebten dann während der nächsten drei Jahre bei den Schwestern ihrer Mutter. Lewis und ihre Tante verkauften indianisches Kunsthandwerk an Touristen und Besucher der Niagarafälle, Torontos und Buffalos. Samuel wurde erfolgreicher Geschäftsmann und Goldgräber und finanzierte die Ausbildung seiner Schwester, erst am New York Central College, und als sie dort rebellierte, am Oberlin College bei Cleveland.
Das Oberlin College war damals eine der ersten Institutionen für höhere Bildung, das auch Frauen und unterschiedliche Ethnien als Schüler aufnahm und als Institution wie von Lehrern und Schülern her dezidiert als Vorkämpfer für den Abolitionismus auftrat. Die Entscheidung für das Oberlin änderte Lewis’ Leben entscheidend, als sie dort von Belastungen ihrer Herkunft befreit mit Kunststudien beginnen konnte. Ihr Stil war selbst eher konservativ und eklektizistisch, eine Akademische Kunst im Sinne des Neoklassizismus und der Romantik, was aber ihrem kommerziellen und persönlichem Erfolg keinerlei Abbruch tat.

### Karriere als Bildhauerin
Nachdem sie 1863 das College beendet hatte, zog Lewis nach Boston und studierte dort bei dem bekannten Bildhauer Edward Augustus Brackett. Unter seiner Anleitung fertigte sie ihr eigenes Bildhauerwerkzeug an und verkaufte ihre erste Skulptur, eine weibliche Hand, für 8 Dollar. 1864 öffnete sie ihr Atelier für die Öffentlichkeit zur ersten Ausstellung ihrer Werke.
Sklaverei-Gegner und Bürgerkriegshelden inspirierten sie, und sie traf mit dem Colonel der Union Robert Gould Shaw zusammen, dem Befehlshaber eines afrikanischen Nordstaaten-Regiments aus Massachusetts. Lewis wurde von ihm zu einer Büste inspiriert, welche die Familie Shaw so beeindruckte, dass sie diese Hommage kaufte.
Frühe Werke, die sich als populär erwiesen, waren Porträts in Form von Medaillons der Sklavereigegner John Brown und William Lloyd Garrison. Auch von Henry Wadsworth Longfellow und besonders von seinem epischen Gedicht The Song of Hiawatha ließ sich Lewis anregen.
Zu weiteren Studien fuhr sie 1865 nach Rom. Auf ihrem Pass von 1865 steht: „M. Edmonia Lewis ist eine schwarze junge Frau, der eine Reise nach Italien spendiert wurde, weil sie großes Talent als Bildhauerin gezeigt hatte.“ Der etablierte Bildhauer Hiram Powers räumte Lewis Platz in seinem Atelier ein. Sie kam in einen Kreis im Ausland lebender Künstler und schuf sich ihr eigenes Atelier in den Räumlichkeiten, die einst der italienische Bildhauer Antonio Canova innehatte.
In Rom verbrachte Lewis den größten Teil ihrer Karriere. Sie arbeitete weiter an ihrer klassizistischen Technik so wie an den Inhalten, ließ
sich vom antiken Stil beeinflussen und verhalf ihm zu neuem Leben. Sie ging so weit, Menschen eher in einer Tunika als in ihrer Alltagskleidung abzubilden.
Sie erzielte hohe Preise für ihre Werke. 1873 schrieb die New Orleans Picayune: „Edmonia hat sich zwei 50.000 Dollar Aufträge geangelt.“ Ihre Popularität machte ihr Atelier zu einer touristischen Attraktion. Lewis’ Aufstieg zum Ruhm war von zahlreichen Ausstellungen begleitet, zum Beispiel 1870 in Chicago und 1871 in Rom.
Einer der größeren Erfolge ihrer Karriere war die Teilnahme an der Jahrhundertausstellung 1876 in Philadelphia. Sie hatte dafür ein ca. 1300 kg schweres Marmorbildnis von Kleopatra in ihrem Todeskampf eingeliefert, von dem J. S. Ingraham schrieb, es sei „das bemerkenswerteste Stück“ der Ausstellung. Die Statue zog Tausende Besucher an, von denen etliche von der Darstellung des Todes geschockt waren. Danach kam die Kleopatra in ein Lagerhaus und verschwand spurlos. 120 Jahre später wurde sie in einer Auktion bei Sotheby’s wiederentdeckt und nach ihrer
Überprüfung dem Smithsonian Institution übereignet.
Eine Bestätigung ihrer Reputation als Künstlerin erhielt Lewis 1877, als sich der frühere US-Präsident Ulysses S. Grant von ihr porträtieren ließ und über das Ergebnis erfreut war. Zum Ende der 1880er Jahre ging das Interesse am Klassizismus verloren und
somit auch an Lewis’ Werk. Sie arbeitete weiter in Marmor und immer häufiger im Auftrag der römisch-katholischen Kirche.

### Tod
Jahrelang war über den Ort ihres Todes spekuliert worden, bis durch jüngste Forschungen herausgefunden wurde, dass sie zuletzt in Hammersmith bei London gelebt hatte und dort im Krankenhaus am 17. September 1907 starb.

## Werk

Werke (Auswahl)
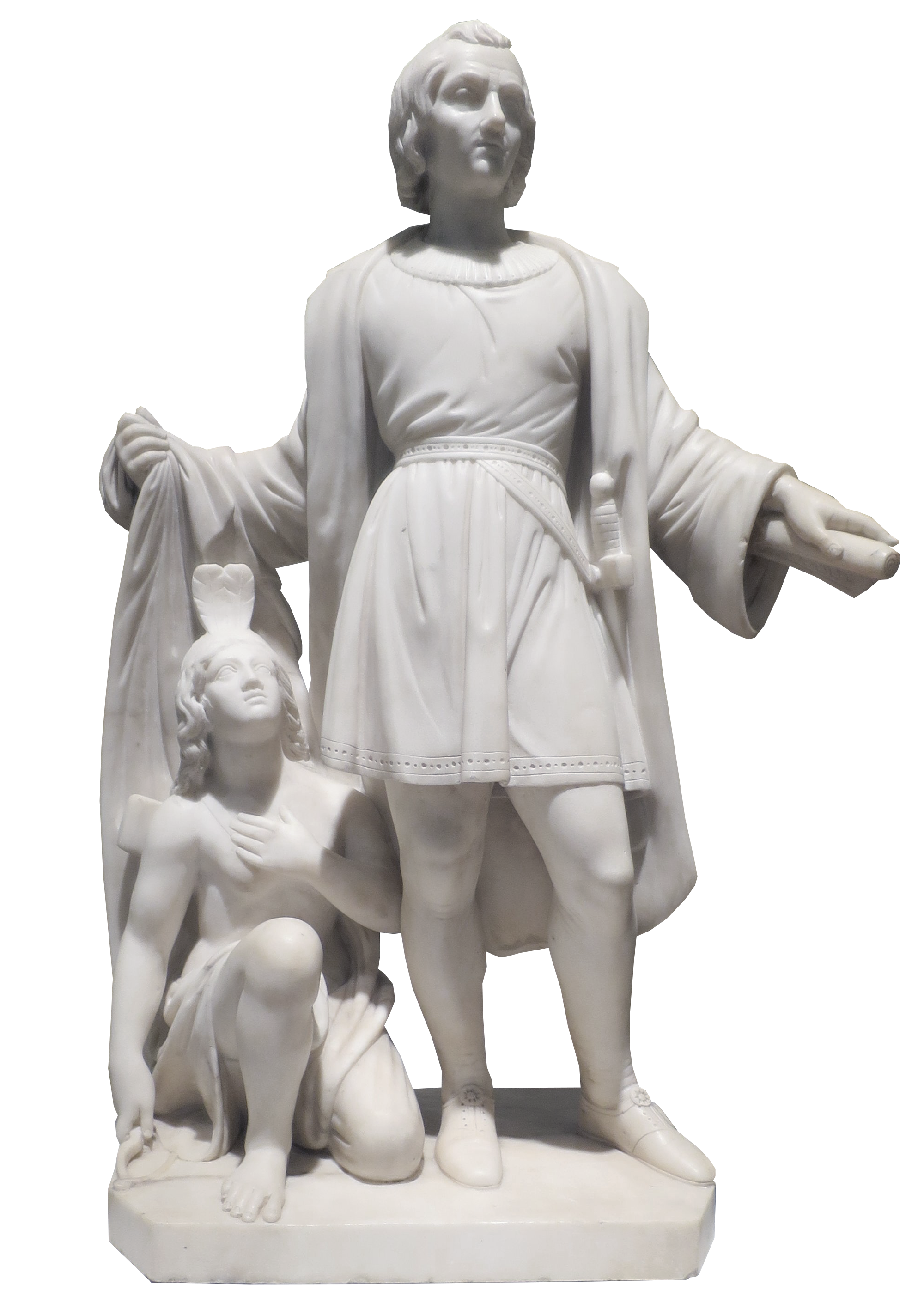
Columbus (1865–1867)
Anna Quincy Waterstone (1866)
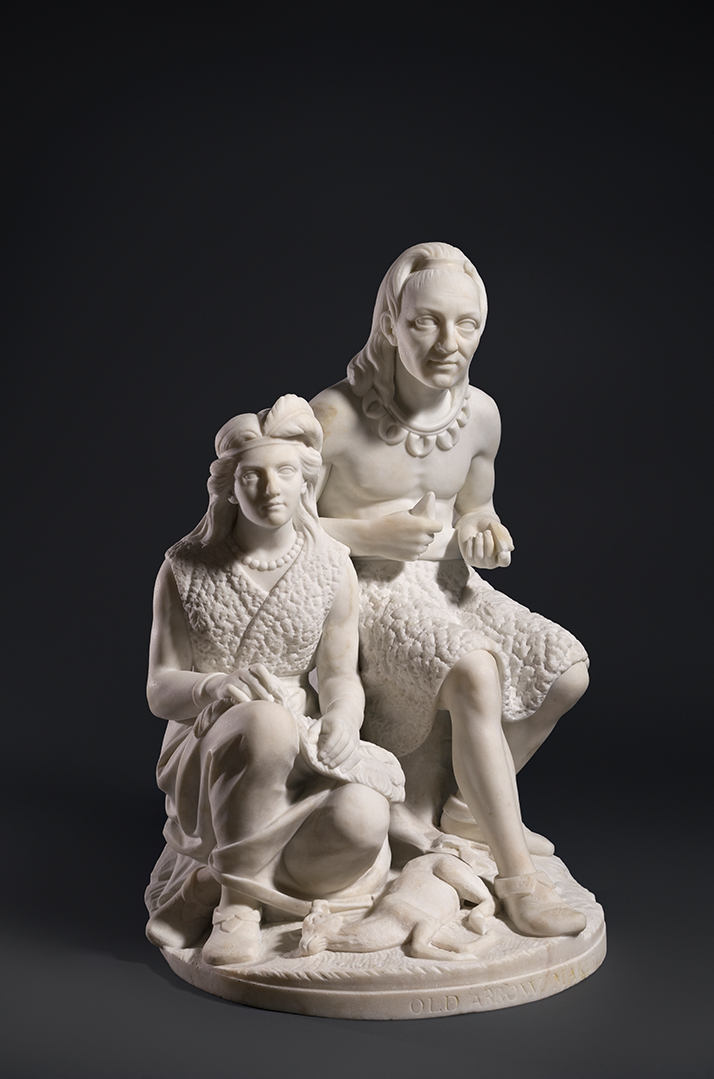
The Old Arrow Maker (1866–72)
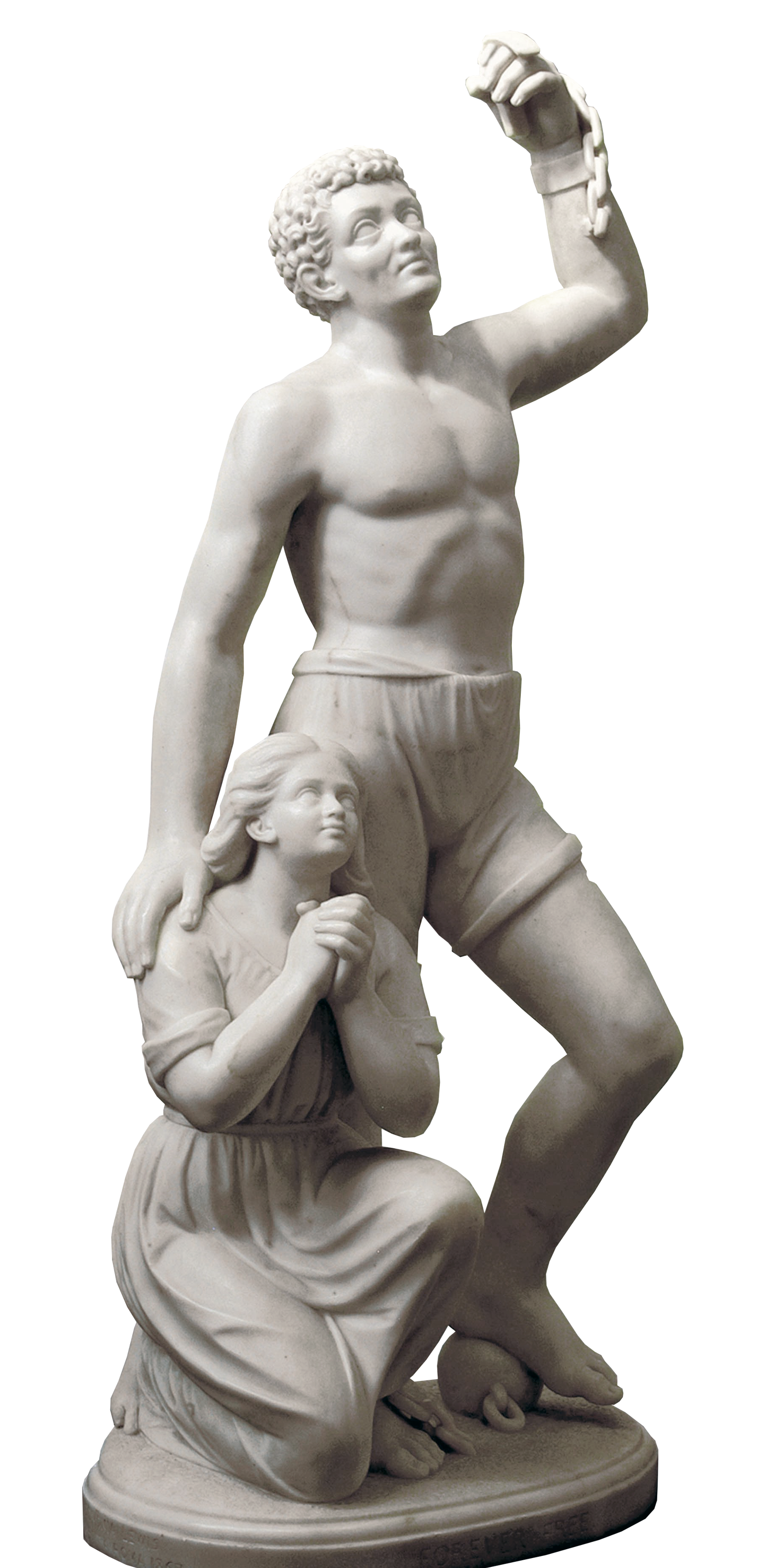
Forever Free by Edmonia Lewis (1867)
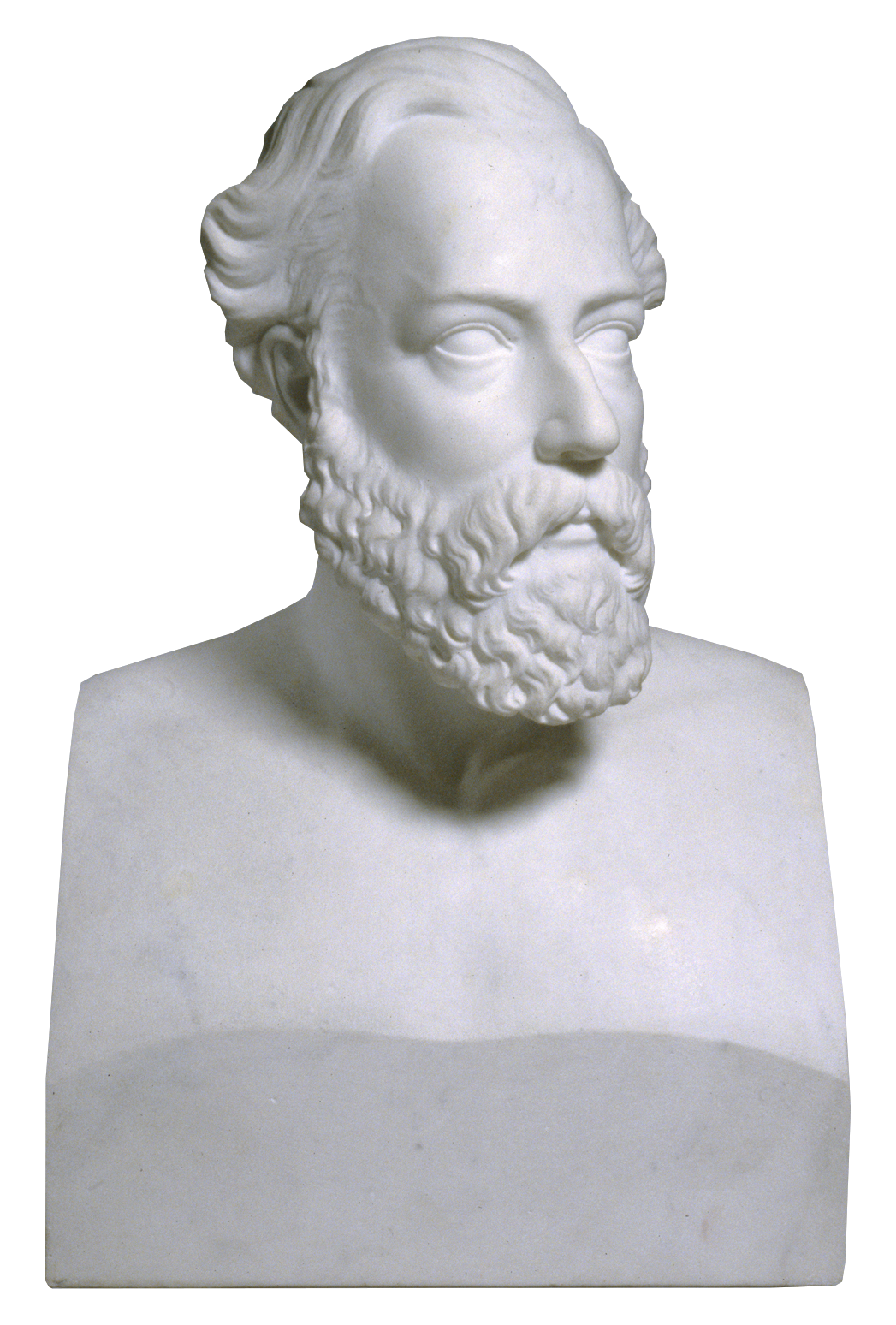
Bust of Dr. Dio Lewis (1868)
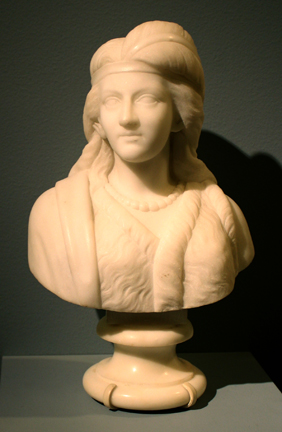
Minnehaha (1868)
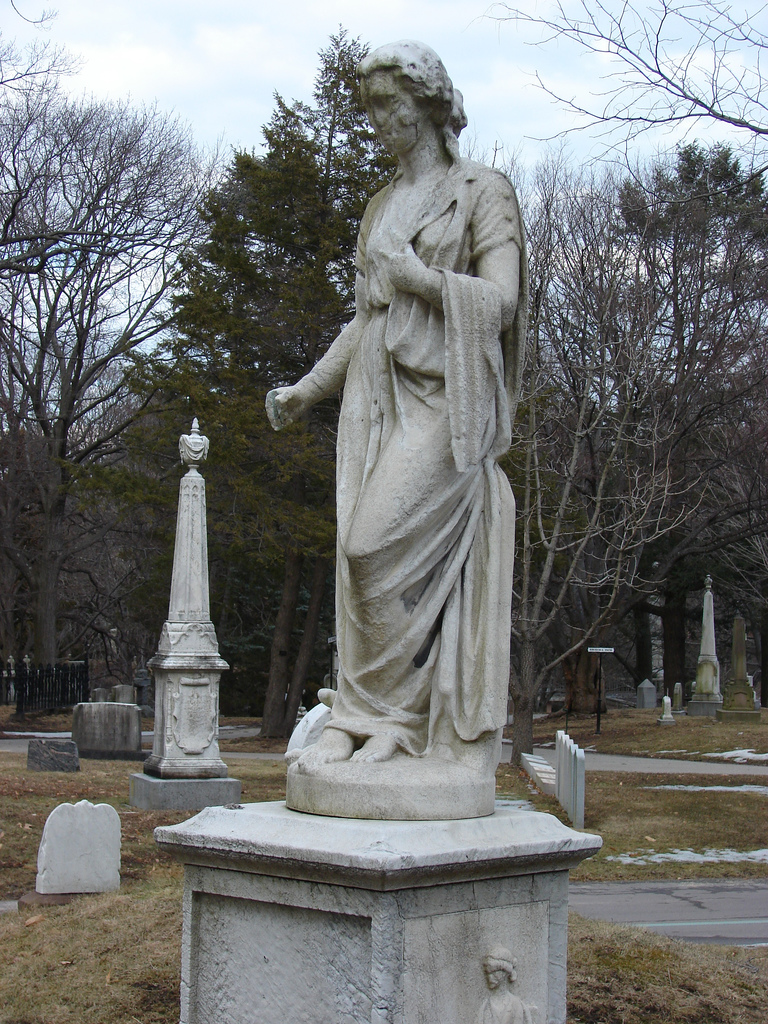
Hygeia (1870)
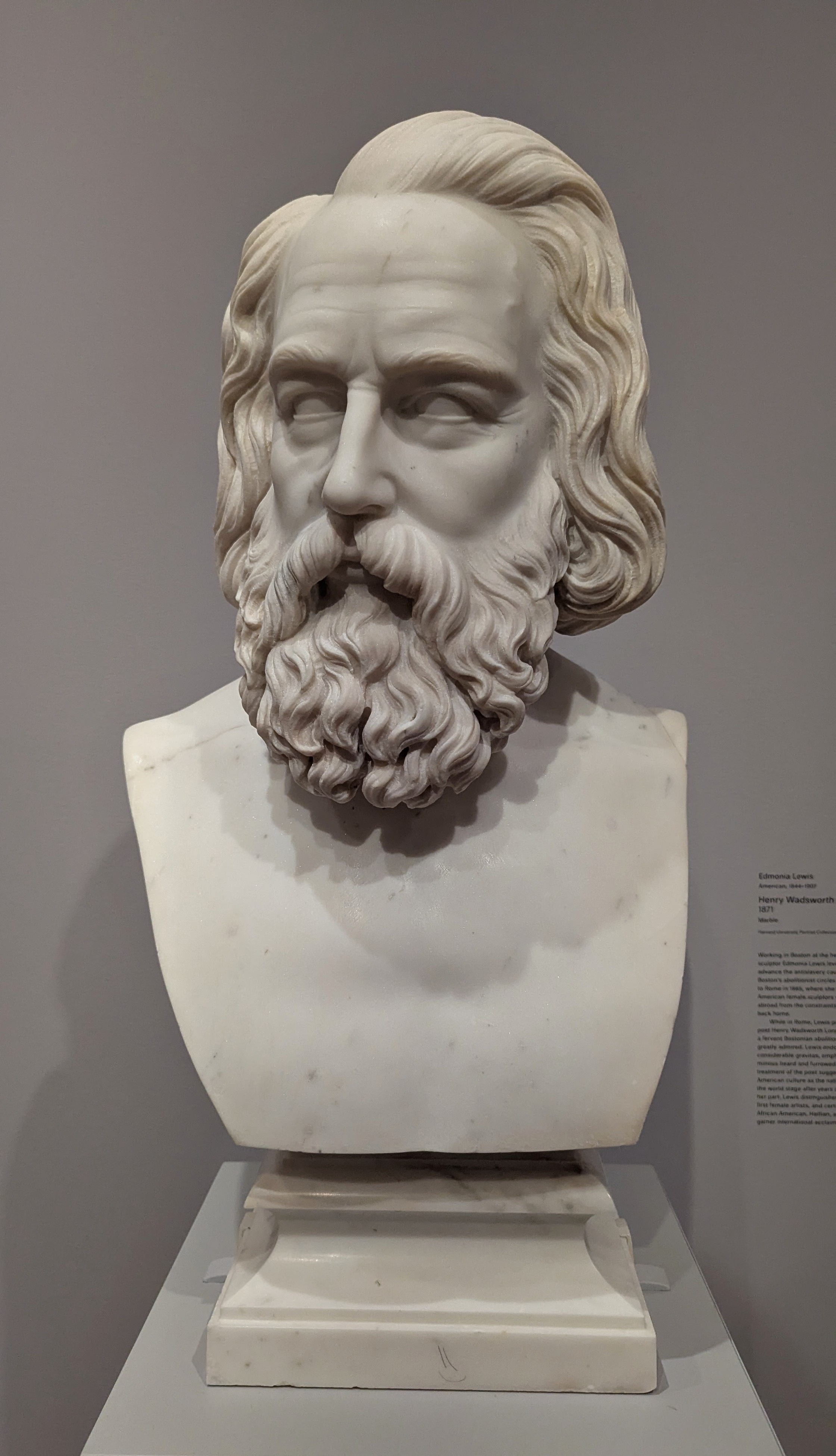
Henry Wadsworth Longfellow (1871)
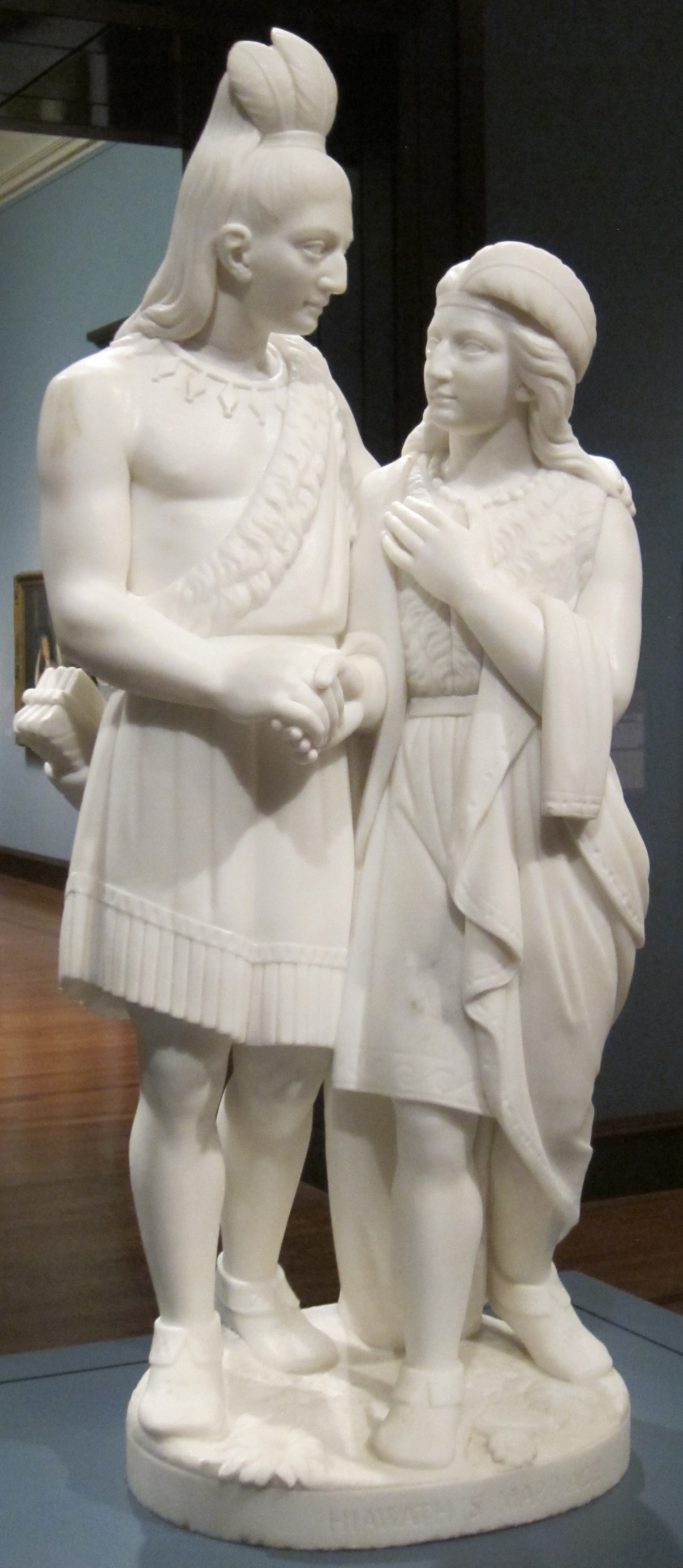
Hiawatha's Marriage (1871)
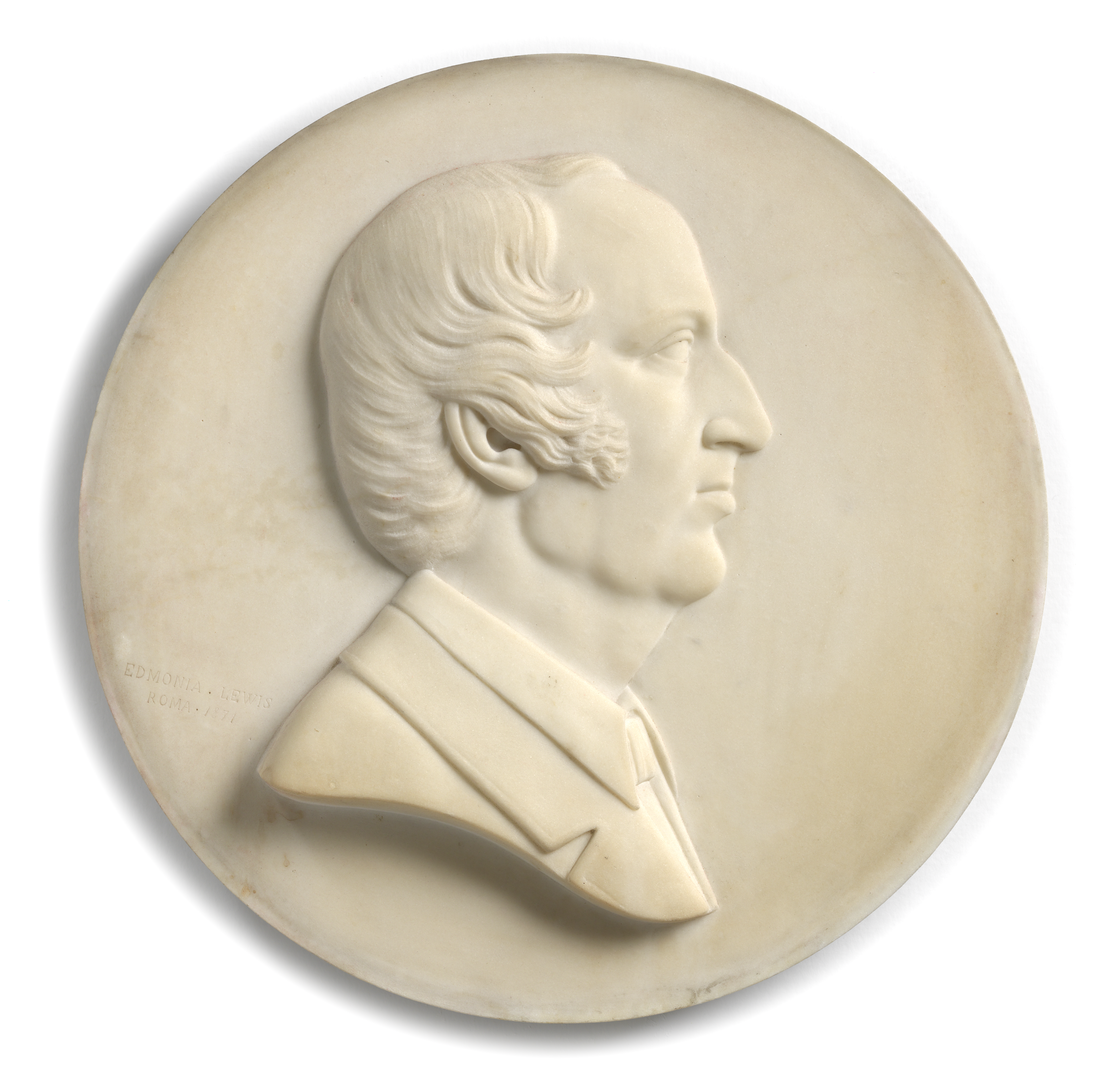
Wendell Phillips (1871)
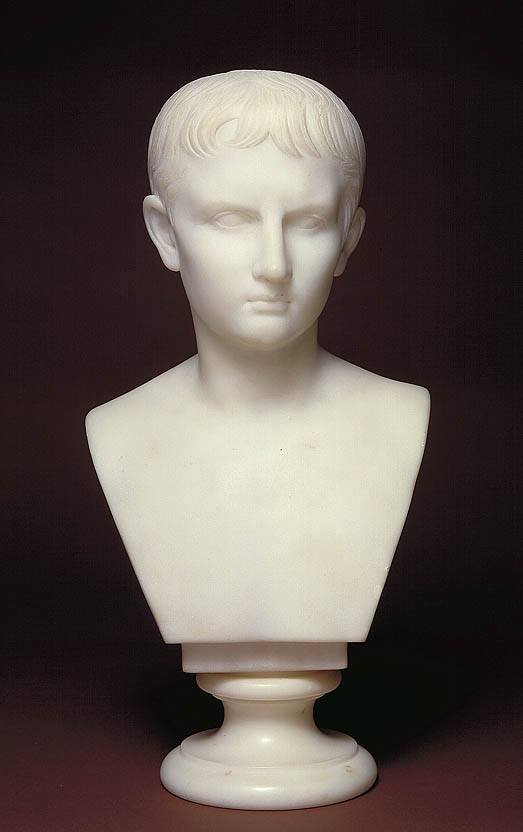
Young Octavian (1973)
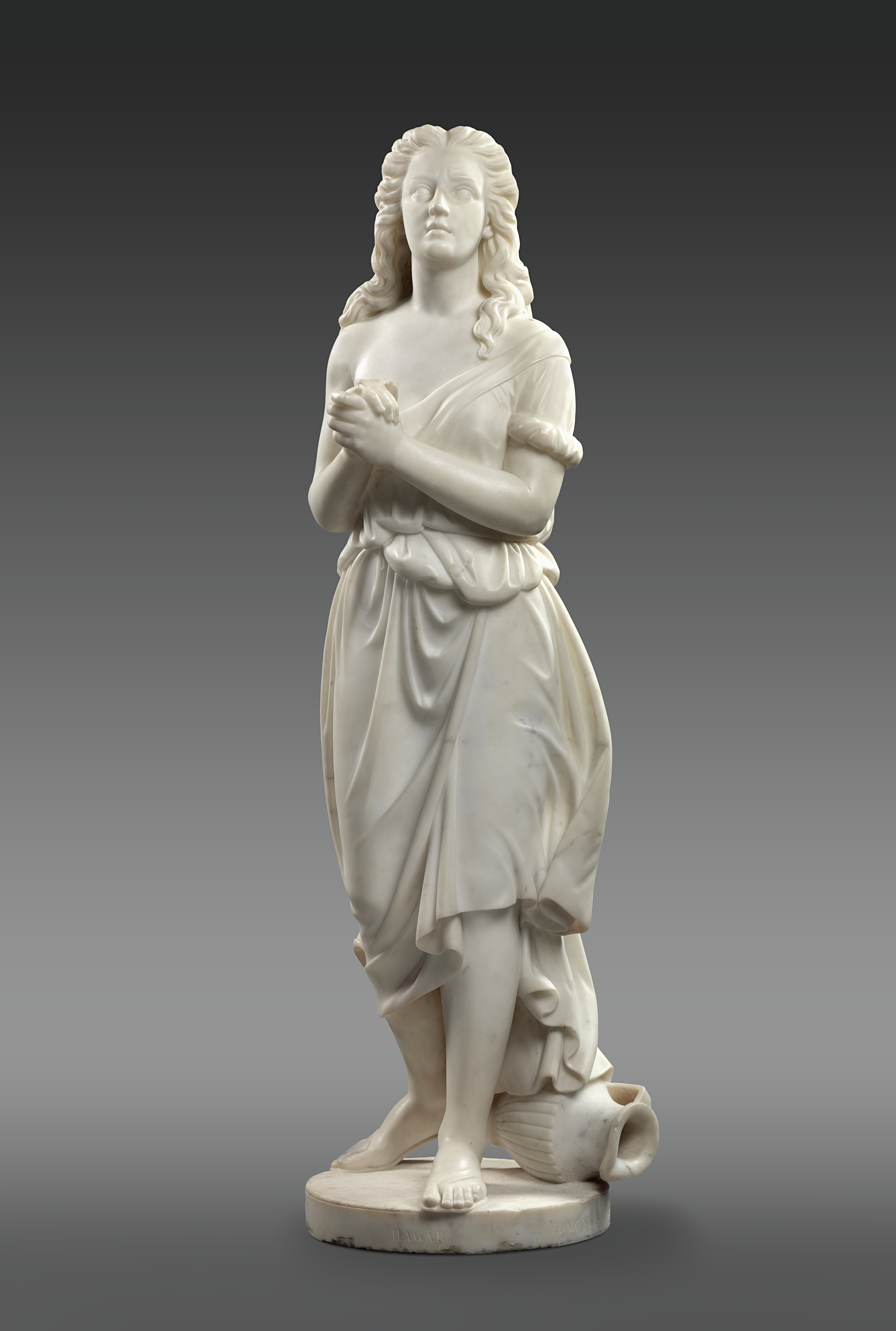
Hagar (1875)
Moses (after Michangelo) (1875)
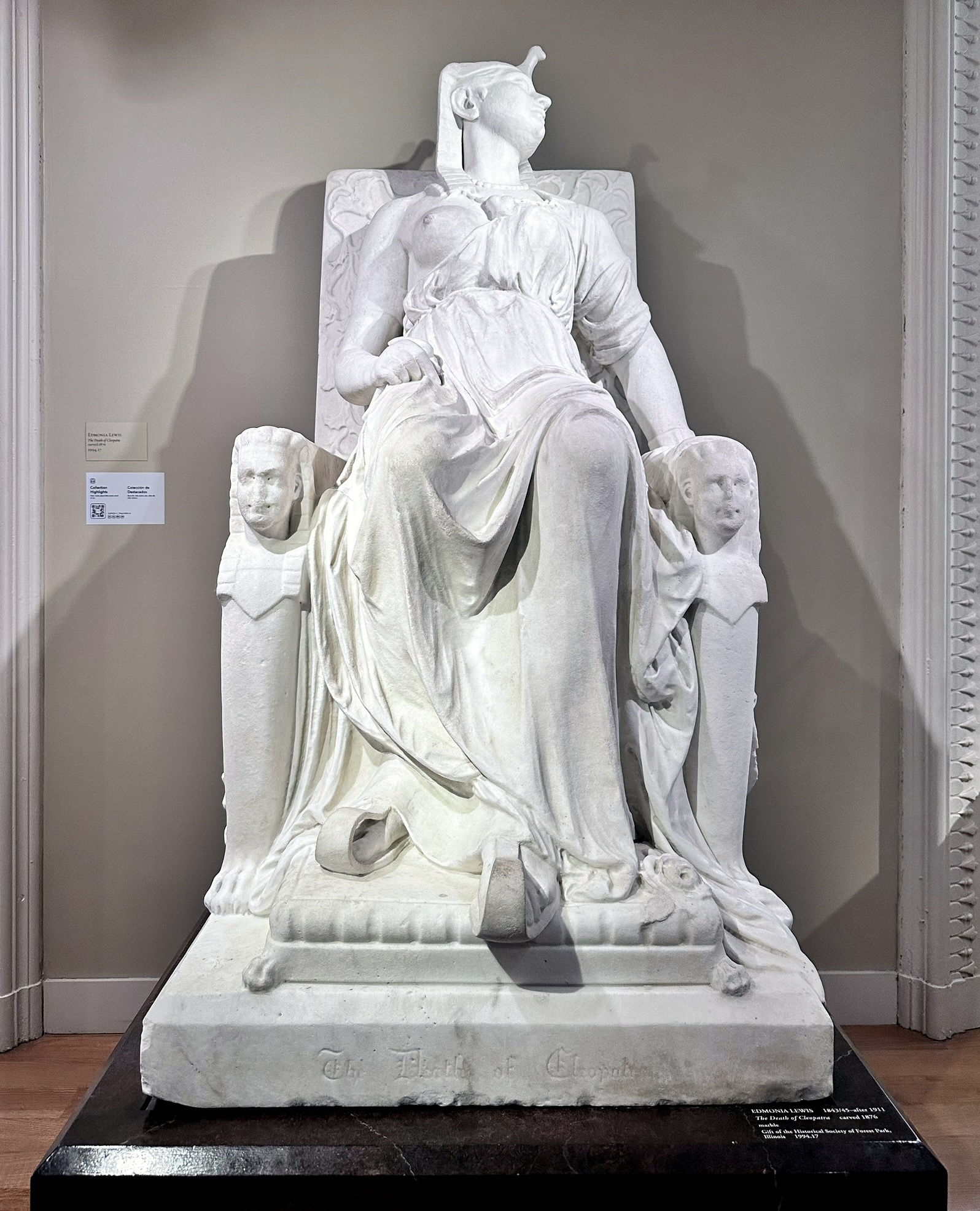
The Death of Cleopatra (1876)